# Działy (Rozkochów)
Działy – część wsi Rozkochów w Polsce położona w województwie małopolskim, w powiecie chrzanowskim, w gminie Babice.
W latach 1975–1998 Działy położone były w województwie katowickim.